# Карданов, Мурат Наусбиевич
Мурат Наусбиевич Карданов (кабард.-черк. Къэрдэн Наусби и къуэ Мурат; род. 4 января 1971, Зарагиж, Кабардино-Балкария) — российский спортсмен (греко-римская борьба), государственный деятель. Заслуженный мастер спорта России (2000), олимпийский чемпион (2000). председатель комитета Парламента Кабардино-Балкарской республики по спорту, заместитель начальника управления надзорной деятельности Главного Управления Министерства РФ по делам гражданской обороны, чрезвычайным ситуациям и ликвидации последствий стихийных бедствий по КБР, был советником президента Кабардино-Балкарской республики.

## Биография
Родился в селе Зарагиж. По национальности кабардинец. Семья Кардановых переехала в Нальчик и десятилетний Мурат пришёл в спортсекцию для занятия классической борьбой. Его наставником стал Владимир Ермолаевич Лобжанидзе.
Окончил Кубанский государственный университет физической культуры, спорта и туризма. Выступал за СКА (Ставрополь). Вошёл в состав сборной команды России в 1993 году. Чемпион Олимпийских игр 2000 в весе до 76 кг. Обладатель Кубка мира 1992, 1995 и 1997 годов, чемпион Европы 1998. Неоднократный призёр чемпионатов мира и Европы.